# Éva Maros
Éva Maros (* 9. Februar 1946 in Pécs) ist eine ungarische Harfenistin.
Die Tochter des Komponisten Rudolf Maros und der Geigerin Klára Molnár studierte Harfe am Budapester Konservatorium bei Henrik Rohmann und an der Franz-Liszt-Musikakademie bei Hédy Lubik. Ihre Lehrer für Kammermusik waren András Mihály und György Kurtág. Seit 1974 ist sie Soloharfenistin des Ungarischen Rundfunk- und Fernsehorchesters. Mit diesem, dem Liszt Ferenc Chamber Orchestra, dem Concentus Hungaricus, den Budapest Strings, dem Tatra Chamber Orchestra und dem Erkel Chamber Orchestra trat sie als Solistin im In- und Ausland auf. Als Kammermusikerin arbeitet sie regelmäßig mit dem Trompeter György Geiger zusammen. György Ránki, Frigyes Hidas, Miklós Maros, István Láng und Pál Rózsa komponierten Werke für sie, die teilweise für Hungaroton aufgenommen wurden. Mit Béla Kovács und dem Rundfunkorchester unter der Leitung von György Lehel nahm sie Lángs Doppelkonzert für Klarinette und Harfe auf. 1989 und 1994 erhielt sie den Artisjus Award, 1995 den Franz-Liszt-Preis. Maros' Bruder Miklós Maros lebt als Komponist in Schweden.